# Perdita aemula
Perdita aemula är en biart som beskrevs av Timberlake 1958. Perdita aemula ingår i släktet Perdita och familjen grävbin. Inga underarter finns listade i Catalogue of Life.